# Южний (Дінський район)
Южний — селище в Дінському районі Краснодарського краю. Центр Южно-Кубанського сільського поселення.
Населення — 4 447 мешканців (2002).
У 1929 році був организован птахорадгосп «Кубанський» № 19. Невелике поселення розташувалося за 10 км від міста Краснодар в своєрідній «вилці» між Ростовською трасою і Єйським шосе. Птахорадгосп кілька разів перейменовувався, і остання його назва – АТЗТ «Кубанське».